# 瀬戸口正昭
瀬戸口 正昭（せとぐち まさあき、1927年6月2日 - 1998年4月15日）は、日本の実業家。名古屋テレビ放送社長を務めた。

## 経歴
大阪府出身。1951年に東京大学文学部仏文科を卒業し、同年に朝日新聞社に入社。名古屋本社編集局長、名古屋本社代表、取締役、西部本社代表などを歴任した。1987年に名古屋テレビ放送常務に就任し、1989年6月に専務を経て、1993年6月から1998年3月までに社長を務めた。
1996年から1998年までに日本民間放送連盟副会長を務めた。
1998年4月15日、肺線維症のために死去。70歳没。